# Partidul Liberal-Democrat (1931–1938)
Partidul Liberal-Democrat (PL-D) a fost un partid politic minor, înființat de un grup de foști aderenți ai Partidului Național Liberal (PNL), în frunte cu omul politic Ioan Th. Florescu. După numirea acestuia în funcția de ministru al Regatului României în Spania, partidul a continuat să aibă numai o existență formală, fiind dizolvat la 30 martie 1938.